# Архиепархия Ломе
Архиепархия Ломе (лат. Archidioecesis Lomensis) — архиепархия Римско-Католической церкви c центром в городе Ломе, Того. В митрополию Ломе входят епархии Анехо, Атакпаме, Дапаонга, Кары, Кпалиме, Сокоде. Кафедральным собором архиепархии Ломе является церковь Святейшего Сердца Иисуса.

## История
12 апреля 1892 года была учреждена апостольская префектура Того путём выделения территории из апостольской префектуры Дагомеи (сегодня — Архиепархия Котону).
16 марта 1914 года Римский папа Пий X издал бреве Divinitus commissum, которым преобразовал апостольскую префектуру Того в апостольский викариат.
15 марта 1923 года и 18 мая 1937 года апостольский викариат Того передал часть своей территории в пользу возведения апостольского викариата Верхней Вольты (сегодня — Епархия Кета-Акатси) и апостольской префектуры Сокоде (сегодня — Епархия Сокоде).
14 июня 1938 года апостольский викариат Того изменил название на апостольский викариат Ломе в соответствии с декретом Praeterito anno Конгрегации пропаганды веры.
14 сентября 1955 года Римский папа Пий XII издал буллу Dum tantis, которой возвёл апостольский викариат Ломе в ранг архиепархии.
29 сентября 1964 года архиепархия Ломе передала часть своей территории в пользу возведения епархии Атакпаме.
1 июля 1994 года архиепархия Ломе передала часть своей территории в пользу возведения епархий Анехо и Кпалиме.

## Ординарии архиепархии
- епископ Franz Wolf S.V.D.[1] (16.03.1914 – 24.11.1922) — назначен архиепископом Восточной Новой Гвинеи;
- епископ Jean-Marie Cessou S.M.A. (22.03.1923 – 3.03.1945);
- архиепископ Joseph-Paul Strebler S.M.A. (8 .11.1945 – 16.06.1961);
- архиепископ Robert-Casimir Tonyui Messan Dosseh-Anyron (10.03.1962 – 13.02.1992);
- архиепископ Philippe Fanoko Kossi Kpodzro (17.12.1992 – 8.06.2007);
- архиепископ Denis Komivi Amuzu-Dzakpah (8.06.2007 — по настоящее время).